# Hudson–Bergen Light Rail

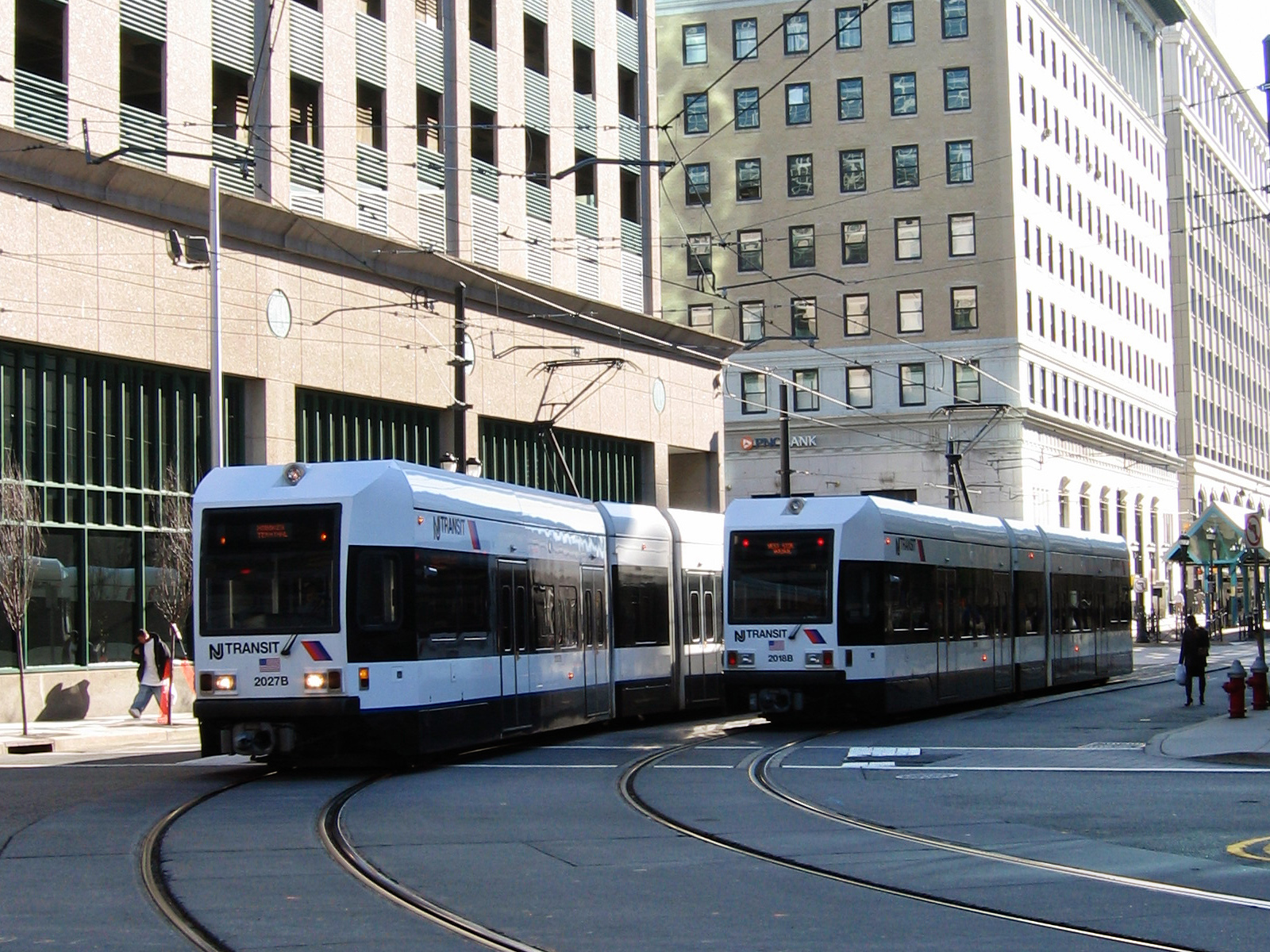
Exchange Place, Bergen

Linjekarta

Hudson–Bergen Light Rail är en spårväg i Hudson County i New Jersey, USA, inom New Yorks storstadsregion. Den ägs av New Jersey Transit och drivs av 21st Century Rail Corporation. Spårvägen går mellan North Bergen och Bayonne, via Union City, Weehawken, Hoboken och  Jersey City. En förgrening går västerut från Liberty State Park i Jersey City till West Side Avenue i Jersey City.
Det finns bytesmöjlighet till PATH-tunnelbanan vid Hoboken Terminal i Hoboken, samt vid Pavonia-Newport och Exchange Place i Jersey City. Vid Hoboken Terminal finns bytesmöjlighet till flera tåglinjer inom New Jersey Transit och Metro-North, bussar samt färjor (NY Waterway). De första tolv hållplatserna invigdes 22 april 2000. Spårvidden är 1435 mm. I och med den senaste utbyggnaden 2011 är banlängden 33,2 km och antalet hållplatser 24.
Linjen trafikeras av 52 spårvagnar, som levererats av  Kinki Sharyo.